# Velké Meziříčí
Velké Meziříčí tjekkiskk udtale: [ˈvɛlkɛː ˈmɛzɪr̝iːtʃiː] ; tysk: Groß Meseritsch) er en by i  distriktet Žďár nad Sázavou i regionen Vysočina i Tjekkiet med omkring 12.000 indbyggere. Den historiske bykerne med slotskomplekset er velbevaret og er beskyttet ved lov som en bymonumentzone.
Landsbyerne Dolní Radslavice, Hrbov, Kúsky, Lhotky, Mostiště, Olší nad Oslavou og Svařenov er administrative dele af Velké Meziříčí.

## Etymologi
Navnet Meziříčí betyder bogstaveligt "mellem floderne" og er relateret til dets placering ved flodernes sammenløb. Attributten Velké (dvs "Fantastisk") blev tilføjet senere for at skelne fra steder med samme navn.

## Geografi
Velké Meziříčí ligger omkring 23 km  syd for Žďár nad Sázavou og 30 km  øst for Jihlava. Den ligger  i en dal indrammet af bakkerne i Křižanov højlandet. Den ligger ved sammenløbet af floderne Oslava og Balinka. Et sæt damme ligger ved Lovíčský-strømmen, som løber ud i Balinka i byen. En del af Mostiště-reservoiret ligger i  kommunens område og er områdets største vandområde.

## Historie
Bosættelsen Meziříčí blev grundlagt under koloniseringen af Oslava-dalen i det 12. århundrede. Den første skriftlige troværdige omtale af Meziříčí er fra 1281. Meziříčí er kendt tilbage til  1236, og det formodede fundament af slottet over Meziříčí er fra omkring 1236 og er blandt de ældste aristokratiske slotte i Mæhren. Palisaden og derefter stenmurene blev bygget i det 14. århundrede. Kirken Sankt Nicholas nævnes første gang i 1317. Landsbyen lå hvor  to handelsruter krydsede hinanden og  det udviklede sig til en by.
Bosættelsen opnåede fulde byprivilegier i 1408. Under hussitterkrigene var Meziříčí en militærbase for hussitterne. Omkring 1434 blev slottet befæstet. I 1464 blev slottet erobret af kong George af Poděbrady, og i 1468 havde byen "besøg" af Matthias Corvinus' hær under den  Bøhmisk–Ungarske krig (1468–1478) 
Meziříčí oplevede det største boom under renæssancen. De første jøder kom til byen i slutningen af det 15. århundrede, og det jødiske samfund blev etableret i det 17. århundrede. Byens velstand blev afbrudt af Trediveårskrigen, hvor byen blev brændt ned flere gange. I det 18. århundrede blomstrede byen op igen.
I 1800-tallet blev der bygget de første fabrikker, og udviklingen af byens industri blev også hjulpet af anlæggelsen af jernbanen.
Indtil 1918 var Groß Meseritsch – Velké Meziříčí en del af Østrig-Ungarn, leder af distriktet med samme navn, en af de 34 Bezirkshauptmannschaften i Mæhren.

## Transportere
Motorvej D1 fra Prag til Brno løber gennem byen. Den 425 meter  lange og 77 meter  høje Vysočina-bro strækker sig over det bebyggede område.
Velké Meziříčí ligger på den lokale jernbanelinje Křižanov – Studenec.

## Seværdigheder
Velké Meziříčí Slot er byens vartegn. Det originale romansk-gotiske slot blev genopbygget i renæssancestil i det 16. århundrede, og efter en brand i 1723 blev der foretaget en barokgenopbygning. I dag huser det Velké Meziříčí-museet. Museet blev grundlagt i 1893 og omfatter historiske og videnskabelige samlinger, en samling af kubistiske møbler og en udstilling om anlæg af veje og broer.
Det historiske centrum var afgrænset af bymure og begge floder. En del af bymuren med en port er bevaret. Pladsens vartegn er Sankt Nicholas-kirken. Denne gotiske bygning stammer sandsynligvis fra det 12. eller 13. århundrede og har et 64 meter  højt tårn som er åbent for offentligheden. Pladsen er omgivet med borgerhuse, og de betydningsfulde bygninger som rådhuset fra det 15. århundrede, og et hus kaldet Obecník med rig sgraffito-dekoration.
Flere vigtige monumenter stod tilbage efter det jødiske samfund. Den Gamle Synagoge blev bygget i 1695 og har en barok-neoklassisk portal til hovedindgangen fra slutningen af 1700-tallet. Den Nye Synagoge er fra 1870 og er kendt for sit karakteristiske udseende af upudsede røde og sorte mursten. Den jødiske kirkegård med 1.101 gravsten stammer fra midten af 1600-tallet. Den ældste bevarede gravsten er fra 1677. Den nærliggende ceremonisal er fra 1880.

## Galleri
- Hovedporten til slottet
- Sankt Nicholaskirken
- Rådhus
- Vysočina broen